# Sternanisgewächse
Die Sternanisgewächse (Schisandraceae) sind eine Pflanzenfamilie in der Ordnung der Austrobaileyales. Die Areale der Arten reichen von Sri Lanka über Südostasien bis zum westlichen Malaiischen Archipel, und von den südöstlichen USA bis zum östlichen Mexiko. Eine bekannte Art ist der Echte Sternanis (Illicium verum).

## Beschreibung

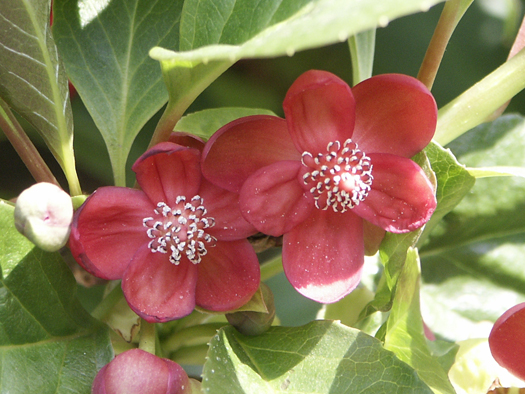
Blätter und Blüten des Rotblühenden Spaltkörbchens (Schisandra rubriflora)

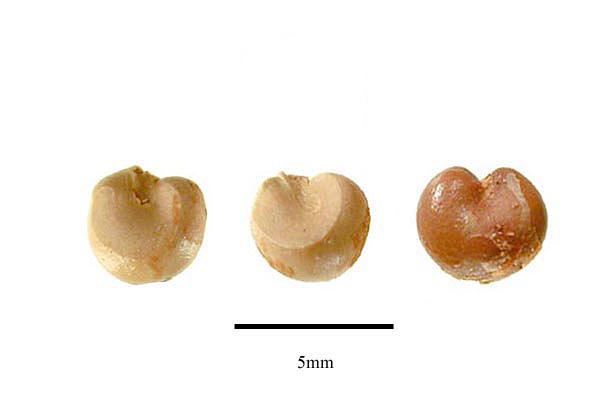
Samen des Chinesischen Spaltkörbchens (Schisandra chinensis)

Es sind verholzende Pflanzen: Sträucher, Bäume und Lianen. Es sind Öl- oder Schleimdrüsen vorhanden. Sie enthalten ätherische Öle. Die wechselständigen Laubblätter sind einfach, krautig bis lederig und gestielt. Der Blattrand ist glatt oder gezähnt. Nebenblätter fehlen.
Die mehr oder weniger radiärsymmetrischen Blüten sind schraubig (spiralig) aufgebaut, nicht in Wirteln. Die Blütenhülle besteht aus schraubig angeordneten (fünf bis) zwölf bis vielen Blütenhüllblättern, bei denen entweder ein gradueller Übergang von Kelch- zu Kronblättern zu beobachten ist oder alle Blütenhüllblätter sind gleich gestaltet. Bei Schisandra und Kadsura sind die Blüten eingeschlechtig, bei Illicium zwittrig. In männlichen und zwittrigen Blüten sind vier bis viele fertile Staubblätter vorhanden. Es sind tricolpate Pollenkörner vorhanden. In weiblichen und zwittrigen Blüten sind (fünf bis) sieben bis 15 (bis 21, bis viele) freie, oberständige Fruchtblätter vorhanden. 
Es werden Balgfrüchte oder Beeren gebildet oder die Früchte werden als fleischige Sammelfrüchte mit zweisamigen Teilfrüchten interpretiert.

## Systematik
Der botanische Name der Typusgattung Schisandra leitet sich aus den griechischen Wörtern: schizein für spalten und aner, andros für Mann, männliches Organ ab, dies bezieht sich auf die getrennten Theken mancher Schisandra-Arten. Synonyme für Schisandraceae Blume sind Illiciaceae Berchtold & Presl und Kadsuraceae Radogizky.
Die Familie Schisandraceae umfasst drei Gattungen mit etwa 92 Arten.   
- Sternanis (Illicium L.): Die etwa 42 Arten sind von Indien bis Ostasien und von Nord- bis Mittelamerika verbreitet.
- Spaltkörbchen, auch als „Spaltkölbchen“ bezeichnet (Schisandra Michx.): Die etwa 30 Arten sind hauptsächlich in Asien verbreitet, nur eine Art (Schisandra glabra) kommt in Nordamerika vor. Hierher gehören beispielsweise:
  - Chinesisches Spaltkörbchen (Schisandra chinensis (Turcz.) Baill.): Sie ist vom Amurgebiet über China, Korea, Japan bis Sachalin verbreitet.
  - Schisandra glabra (Brickell) Rehder: Sie kommt in Mexiko und in den südöstlichen Vereinigten Staaten vor.[1]
  - Großblütiges Spaltkörbchen (Schisandra grandiflora Hook. f. & Thomson): Sie ist von Himachal Pradesh in Indien und Myanmar bis ins südwestliche China verbreitet.
  - Schisandra repanda (Siebold & Zucc.) A.C.Sm.: Sie kommt in Japan und Südkorea vor.
  - Rotblühendes Spaltkörbchen (Schisandra rubriflora Rehder & E.H. Wilson, Syn.: Schisandra grandiflora var. rubriflora (Rehder & E.H. Wilson) C.K. Schneid.): Sie kommt im indischen Assam und westlichen China vor.
  - Schisandra sphenanthera Rehder & E.H. Wilson: Sie ist in China verbreitet.
- Kadsura oder Kugelfäden (Kadsura Juss.): Die etwa 28 Arten sind im östlichen und südöstlichen Asien verbreitet.